# Рива дел Гарда
Рѝва дел Га̀рда (на италиански: Riva del Garda; на местен диалект: Rìa del Garda, Рия дел Гарда) е град и община в Северна Италия, автономна провинция Тренто, автономен регион Трентино-Южен Тирол. Разположен е на 65 m надморска височина, на северния бряг на езеро Гарда. Населението на общината е 16 868 души (към 2010 г.).

## География
Рива дел Гарда се намира в северозападния край на езерото Гарда, на около 70 метра надморска височина. Градът е разположен на южния край на Италианските Алпи близо до планинската верига Доломити. Граничи с планината Рочета на запад и планината Брионе. На изток от града се намира селцето Торболе в община Наго-Торболе, граничещ с планината Балдо.

### Климат
Зимите са относително студени и доста слънчеви.
Снеговалежите не са редки, въпреки това от 1980-те години годишното количество намалява (както и в останалата част от Северна Италия), поради тенденциите за затопляне през зимата през последните 30 години.
Лятото е топло, рядко горещо, главно заради местните езера и честите гръмотевични бури през следобедните часове.
През януари средните температури са -1 °C/ 6 °C, а през юли 17 °C/ 28 °C.
Средната стойност на годишните валежи е 1064 mm (1871 – 2017), докато на годишните снегове е средно 27 cm (1925 – 2017), с рекордни 124 cm през зимата на 1984 – 1985 г.

## История
Рива дел Гарда е принадлежал на Венецианската република, Трентското епископство, Италианското кралство под властта на Наполеон Бонапарт, и по-късно (1815 – 1918) на Австро-Унгария. По време на Третата италианска война за независимост, Рива дел Гарда е снабдителна база на австрийската армия и е единственият град по реката, превзет от италианските сили. През 1918 г., след края на Първата световна война, Рива дел Гарда, заедно с останалите градове от община Тренто, става част от Кралство Италия. Градът се е намирал в самия край на 24-километровата железопътна линия Мори-Арко-Рива, открита през 1891 година. Железопътната железница обаче е затворена през 1936 г., а жп терминалът е превърнат в ресторант.

## Икономика
Туризмът е най-важната дейност в града. В града също са развити индустрии като производството на хартия.

## Забележителности
- Гражданският музей е разположен в Рока, средновековна крепост с четириъгълни бастиони, разположена на езерото, ограничена от канал с мост. Рока е крепост на благородническото семейство Скалиджери (1124 г.), което по-късно управлява на Верона. Тя е възстановявана няколко пъти и е използвана от австрийците като казарма през 18 век. Често е седалище на културни дейности, особено през летните месеци.
- Торе Апонале е средновековна кула, спомената за пръв път през 1273 г., но вероятно е по-стара. Тя принадлежи към крепостта Рива, която вече не съществува. През 1555 г. са направени промени през 1555 г. и кулата е достроена на 34 м.
- Пиаца „III ноември“ е разположен между кулата и пристанището. Той включва Палацо Преторио от 1375 г. и Двореца на губернатора, построен между 1472 и 1485 г.

- Градски порти: Останали са останки от портата Сан Марко (от 11 век), построена от венецианците и порта Сан Микеле (от 13 век) на Пиаца Кавур. Порта Сан Микеле има малка рибарска постройка за църквата на Мария Асунта. Църквата първоначално е романско-готическа сграда от 14 век (засвидетелствана от средновековния релеф от южната му страна), но е разширена през 1728 г. в бароков стил. Има един еднокорабен и девет барокови олтара. Олтарите са направени от местни художници като Игнацио Мартино Олиари да Рива, Джузепе Крафонара да Рива и Джовани Калиари да Верона. Фреската в купола е от бароковия художник от 17 век Джузепе Алберти. Църквата на Инвиолата, доминиращ Ларго Маркони, се счита за една от най-красивите барокови църкви в Трентино. Тя е осмоъгълна сграда с камбанария до нея. В нея са изобразени олтарните образи „Сан Карло Боромео“ и „Сан Героламо“ от маниерния художник Палма ил Джовани. В средата на осмоъгълния купол е разположена бароковата фреска „Коронацията на Мария в небето“.